# Gustavo Giovannoni

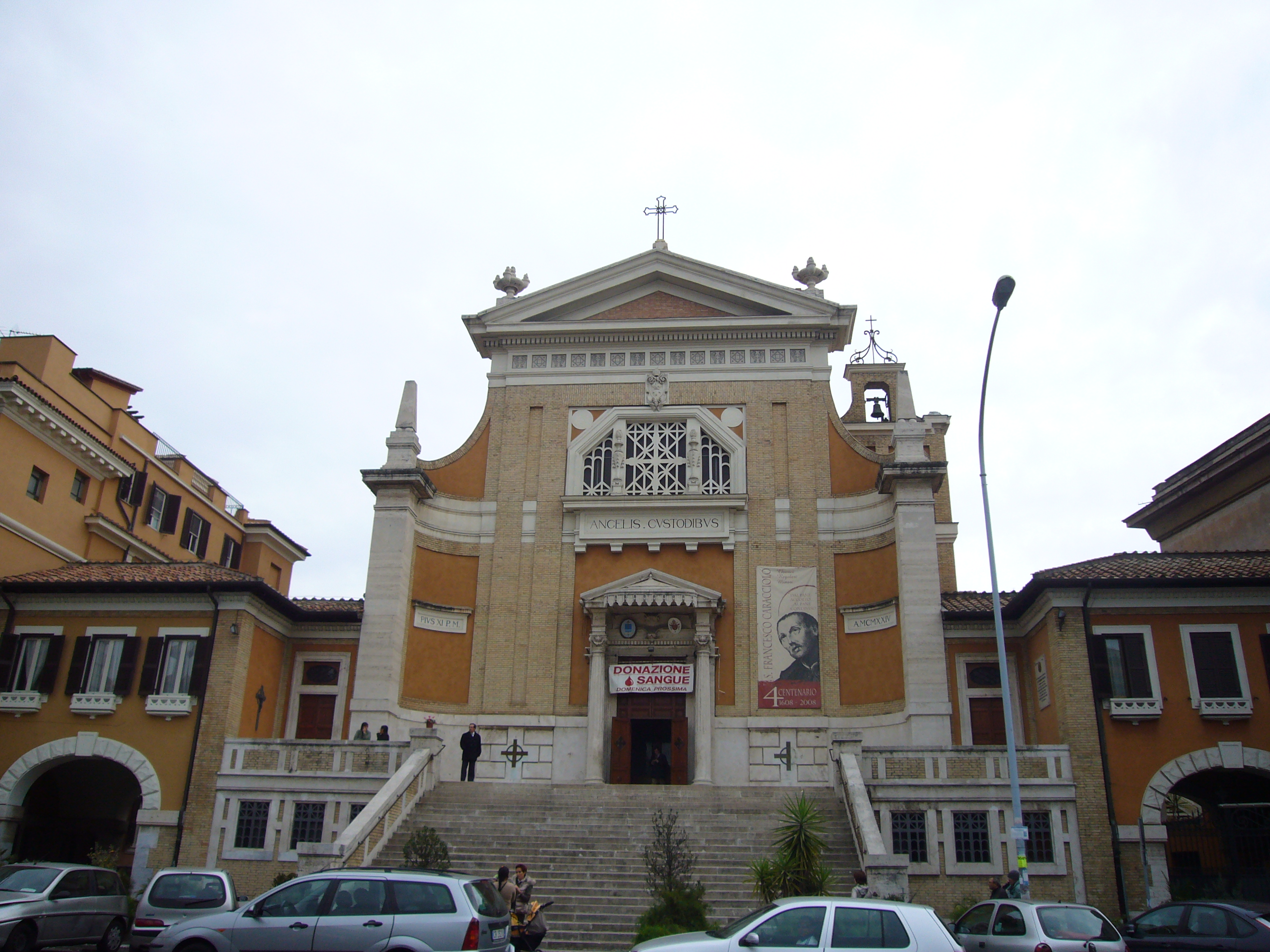
Kyrkan Santi Angeli Custodi i Rom.

Gustavo Giovannoni, född 1 januari 1873 i Rom, död där 15 juli 1947, var en italiensk arkitekt och ingenjör.
Giovannoni var en av de arkitekter som på 1920-talet projekterade den moderna arbetarstadsdelen Garbatella i södra Rom. Han har även ritat kyrkan Santi Angeli Custodi (1922–1924) vid Piazza Sempione i nordöstra Rom.